# Denjirō Ōkōchi
Denjirō Ōkōchi (大河内 傳次郎 Ōkōchi Denjirō, 5 tháng 2 năm 1898 – 18 tháng 7 năm 1962) là một diễn viên phim Nhật Bản, nổi tiếng vì các vai diễn trong các bộ phim dòng phim Jidaigeki (thời đại kịch) do các nhà làm phim hàng đầu Nhật Bản đạo diễn.

## Những bộ phim tiêu biểu
- Yaji and Kita: The Battle of Toba Fushimi (弥次㐂多 伏見鳥羽の巻 Yaji Kita Toba Fushimi no maki) (1927)
- Yaji and Kita: Yasuda's Rescue (弥次喜多 尊王の巻 Yajikita sonnō no maki) (1927)
- A Diary of Chuji's Travels (xxxx) (忠治旅日記 Chūji tabi nikki) (1927)
- Oatsurae Jirokichi Koshi (御誂治郎吉格子 Jirokichi the Rat) (1931)
- The Million Ryo Pot (丹下左膳余話 百萬両の壺 Tange Sazen Yowa: Hyakuman Ryō no Tsubo) (1935)
- The Giant (巨人傳 Kyojinden) (1938)
- Hawai Mare oki kaisen (ハワイ・マレー沖海戦), The War at Sea from Hawaii to Malaya) (1942)
- Sanshiro Sugata (姿三四郎, Sugata Sanshirō) (1943)
- Ano hata o ute (あの旗を撃て−コレヒドールの最後−) (1944)
- Sanshiro Sugata Part II (續姿三四郎 Zoku Sugata Sanshirō, a.k.a. Judo Saga II) (1945)
- The Men Who Tread on the Tiger's Tail (虎の尾を踏む男達 Tora no O o Fumu Otokotachi) (1945)
- No Regrets for Our Youth (わが青春に悔なし Waga seishun ni kuinashi) (1946)
- The Tale of Genji (源氏物語, Genji monogatari) (1951)
- Dedication of the Great Buddha (大仏開眼 Daibutsu kaigen) (1952)
- Eagle of the Pacific (太平洋の鷲 Taiheiyo no washi) (1953)
- The Princess Sen (千姫 Sen-hime) (1954)
- Yagyu Secret Scrolls (柳生武芸帳 Yagyu Bugeicho) (1957)
- Akō Rōshi (赤穂浪士 Akō Rōshi) (1961)